# Chicago Marathon 1982
De Chicago Marathon 1982 werd gelopen op zondag 26 september 1982. Het was de 6e editie van de Chicago Marathon. De Amerikaan Greg Meyer kwam als eerste over de streep in 2:11.00. De Amerikaanse Nancy Conz won bij de vrouwen in 2:33.24.

## Uitslagen

### Mannen
| rang   | naam              | land | tijd    |
| ------ | ----------------- | ---- | ------- |
| Goud   | Greg Meyer        | USA  | 2:11.00 |
| Zilver | Joseph Nzau       | KEN  | 2:11.40 |
| Brons  | John Halberstadt  | RSA  | 2:11.46 |
| 4      | David Edge        | CAN  | 2:12.25 |
| 5      | Randy Thomas      | USA  | 2:12.33 |
| 6      | Giampaolo Messina | ITA  | 2:12.42 |
| 7      | Ed Mendoza        | USA  | 2:12.47 |
| 8      | Karel Lismont     | BEL  | 2:13.02 |
| 9      | Duncan Macdonald  | USA  | 2:13.07 |
| 10     | Michael Hurd      | ENG  | 2:13.17 |
| 11     | Michael Pinocci   | USA  | 2:14.28 |

### Vrouwen
| rang   | naam                  | land | tijd    |
| ------ | --------------------- | ---- | ------- |
| Goud   | Nancy Conz            | USA  | 2:33.24 |
| Zilver | Karen Dunn            | USA  | 2:34.41 |
| Brons  | Glenys Quick          | NZL  | 2:36.50 |
| 4      | Eileen Claugus        | USA  | 2:37.16 |
| 5      | Shirley Finken        | USA  | 2:41.16 |
| 6      | Cindy Dalrymple       | USA  | 2:43.35 |
| 7      | Tina Grandy           | USA  | 2:44.06 |
| 8      | Jan Arenz             | USA  | 2:44.51 |
| 9      | Beverly Roland-Miller | USA  | 2:46.50 |
| 10     | Charlene Groet        | USA  | 2:48.15 |

1977 ·
1978 ·
1979 ·
1980 ·
1981 ·
1982 ·
1983 ·
1984 ·
1985 ·
1986 ·
1987 ·
1988 ·
1989 ·
1990 ·
1991 ·
1992 ·
1993 ·
1994 ·
1995 ·
1996 ·
1997 ·
1998 ·
1999 ·
2000 ·
2001 ·
2002 ·
2003 ·
2004 ·
2005 ·
2006 ·
2007 ·
2008 ·
2009 ·
2010 ·
2011 ·
2012 ·
2013 · 
2014 · 
2015 · 
2016 · 
2017 · 
2018 · 
2019 · 
2021 · 
2022 · 
2023